# Enkhuizen
Enkhuizen là một đô thị của Hà Lan. Enkhuizen thuộc tỉnh Noord-Holland ở nửa phía bắc Hà Lan. Enkhuizen có diện tích đất 12,42 km2, dân số năm 2007 là 17.833 người.